# Özcan Ediz
Özcan Ediz, född 27 juli 1974, är en turkisk bågskytt. Han deltog vid olympiska sommarspelen 1992.